# Justus Carl Hasskarl
Justus Carl Hasskarl (1811-1894), est un explorateur et botaniste prussien, qui séjourne à Java et au Pérou. Un genre d'Euphorbiacées lui est dédié : Hasskarlia.